# Maria Pereira Gomes
Maria Carneiro Pereira Gomes (Itajubá, 19 de agosto de 1875 — Itajubá, 14 de agosto de 1925) foi a esposa de Venceslau Brás, 9.º presidente do Brasil, e a primeira-dama do país entre 1914 e 1918. Antes, porém, foi primeira-dama da capital e do estado mineiro, sendo posteriormente segunda-dama brasileira. Era chamada na imprensa de Madame Venceslau Brás.

## Biografia

### Vida familiar
Maria Carneiro Santiago era filha do major João Carneiro Santiago Filho e de sua esposa Lucinda Guimarães Pereira Santiago. Seu irmão, o advogado Theodomiro Carneiro Santiago, foi um dos fundadores da atual Universidade Federal de Itajubá, em Minas Gerais.

### Casamento e filhos
Casou-se com Venceslau Brás em 12 de setembro de 1892, pouco depois de completar dezessete anos de idade. Eles tiveram sete filhos: José, nascido em 3 de junho de 1893; Odete, nascida em 12 de outubro de 1896; Francisco, nascido em 27 de junho de 1898; João, nascido em 8 de janeiro de 1900; Mário, nascido em 18 de junho de 1902; Maria Isabel, nascida em 15 de maio de 1904; e Maria de Lourdes, nascida em 26 de fevereiro de 1908. A família mantinha como residência um casarão em estilo eclético no centro de Itajubá, na atual Praça Wenceslau Brás, erguido entre 1911 e 1912. O casarão foi tombado pelo IEPHA (Instituto Estadual do Patrimônio Histórico e Artístico de Minas Gerais) em 2008.

## Primeira-dama do Brasil
Maria ascendeu ao posto de primeira-dama do país em 15 de novembro de 1914, após a eleição e posse do marido, substituindo a jovem carioca Nair de Teffé.

### Ações Sociais
No domingo de 17 de outubro de 1915, Maria Pereira Gomes patrocinou uma grande festa na Quinta da Boa Vista, ao lado de uma comissão formada por senhoras da alta sociedade, com o objetivo de angariar fundos para ajudar os flagelados da seca do Norte. O evento filantrópico reuniu mais de 20 mil pessoas e contou com vendedoras "ricamente fantasiadas" em bancas de flores ornamentadas e uma multidão de mulheres servindo chá. Houve também jogos esportivos e fogos de artifício, além de uma "festa veneziana" nos lagos da Quinta.
Numa publicação da Revista Careta de 1916, Maria Pereira Gomes foi fotografada visitando os flagelados na Ilha das Flores.
No final do governo de seu marido, a Gripe espanhola de 1918 acometeu a cidade do Rio de Janeiro, então capital do Brasil, e Dona Maria envolveu-se, como presidente do comitê de mulheres da Cruz Vermelha do Brasil, no auxílio às vítimas da peste, provendo alimentos, medicamentos e assistência a moradores pobres enfermos.

## Final da vida
Em 1921, já não sendo mais a primeira-dama, ela fundou com a ajuda de seu irmão Theodomiro o Asilo Santa Isabel, em sua terra natal, destinado a atender e a educar meninas desvalidas. O asilo, que foi construído junto à Santa Casa de Misericórdia de Itajubá a partir de recursos de doações privadas de empresários, existiu por cerca de 20 anos.
Dona Maria Carneiro Pereira Gomes faleceu aos quarenta e nove anos de idade, a cinco dias de seu 50.° aniversário, tendo sido a menos longeva entre as primeiras-damas brasileiras. Ironicamente, seu marido foi o presidente da República mais longevo, tendo falecido aos 98 anos de idade, em maio de 1966. Ele permaneceu viúvo e não se casou novamente.